# Hrušov (district de Veľký Krtíš)
Hrušov (hongrois : Magasmajtény) est un village de Slovaquie situé dans la région de Banská Bystrica.

## Géologie
Les sols en Slovaquie ont pour la base des roches vulcaniques de l'ére tertiaire. À Hrušov, il y a des tufs volcaniques, des tuffites (de l'époque quand cette région était sous la mer) et agglomerates. En majorité, le territoire de Hrušov (1 107 ha) est boisé. Principalement, il y a des terres brunes ou des sols bruns boisés. Ces terres contiennent de l'argile et les autres additions. Ce sol est adéquat pour planter maïs, blé ou pommes de terre. La partie de sol est utilisée comme la pâturage. Les familles peuvent aussi cultiver des plantes thermophiles (tomates, poivrons etc.) La région est parfaite pour la pomologie (cerisiers, poiriers, pruniers, pommiers) et pour cultiver le vin.

## Histoire
La première mention écrite du village date de 1272 quand il y a présence de nom Mikuláš de Hrušov. Dans cette époque-là, Hrušov fait partie de propriété de la famille Hunt. Plus d'information de ce village sont présentes dans le message de 1285 quand Demeter, le fils plus jeune de Hunt, est dévenu un nouveau propriétaire.
Au XVIe et XVIIe siècles, Hrušov était sous contrôle de l'Empire ottoman.
Pendant la 2e guerre mondiale, Hrušov ne faisait pas partie de la ligne de bataille, alors il n'y avait pas de dommages de guerre. Cependant beaucoup d'hommes ont dû aller au régiment.
En raison de l'augmentation de la population en années 1970 et 1980, un nouveau bâtiment pour l'école maternelle, primaire et le collège était construit en années 1980.

### Présent
Dans le village, il y a l'école maternelle. Étant donné que la population de Hrušov s'abaisse, la partie du bâtiment de l'école primaire était transformée pour le centre de rencontre pour les personnes âgées ou handicapées.

## Démographie

### Évolution de la population
| Année:               | 1994. | 2004.   | 2014.   | 2024.   |
| -------------------- | ----- | ------- | ------- | ------- |
| Nombre de personnes: | 925   | 897     | 867     | 812     |
| Différence:          |       | -3,02 % | -3,34 % | -6,34 % |

| Année:               | 2023. | 2024.   |
| -------------------- | ----- | ------- |
| Nombre de personnes: | 818   | 812     |
| Différence:          |       | -0,73 % |

## Festivals

### Hontianska paráda
Le 3e week-end d'août, Hrušov organise le festival folklorique appelé Hontianska paráda (en français Fête de Hont).

## Personnalités
- Anton Bendík (1831-2019), folkloriste slovaque, joueur d’accordéon et chanteur, est né à Hrušov.